# Samsung Galaxy Tab 4 10.1
Samsung Galaxy Tab 4 10.1 — это планшетный компьютер с экраном 10,1 дюйма, работающий на базе Android, производимый и продаваемый компанией Samsung Electronics. Он относится к четвертому поколению серии Samsung Galaxy Tab, в которую также входят модели с экранами 7 и 8 дюймов — Galaxy Tab 4 7.0 и Galaxy Tab 4 8.0 соответственно. Анонс устройства состоялся 1 апреля 2014 года, а его выпуск был осуществлён 1 мая 2014 года одновременно с Galaxy Tab 4 8.0.

## Функциональные особенности
Galaxy Tab 4 10.1 был представлен с предустановленной операционной системой Android 4.4.2 KitKat. Samsung доработала интерфейс с помощью своего программного обеспечения TouchWiz UX. Некоторые модели поддерживают обновление лишь до Android 5.0.2, а не до версии 5.1.1. На планшете установлены приложения Google, такие как Google Play, Gmail и YouTube, а также приложения Samsung, включая ChatON, S Suggest, S Voice, S Translator, S Planner, Smart Remote (Peel) (только для версии WiFi), Smart Stay, Multi-Window, Group Play и All Share Play.
Устройство доступно в вариантах WiFi-only, 3G & Wi-Fi и 4G / LTE (поддержка от AT&T и Verizon) & WiFi. Объём встроенной памяти составляет от 16 ГБ до 32 ГБ в зависимости от модели, с возможностью расширения через слот для карт microSDXC. Планшет оснащён 10,1-дюймовым WXGA TFT-экраном с разрешением 1280x800 пикселей. Он также имеет фронтальную камеру на 1,3 мегапикселя без вспышки и заднюю камеру на 3,0 мегапикселя с автофокусом, которая поддерживает запись HD-видео. Кроме того, в устройстве предусмотрены приемники GPS и ГЛОНАСС.

## Восприятие
Восприятие планшета Samsung Galaxy Tab 4 10.1 у пользователей смешанное, в основном положительное. Некоторые отмечают, что устройство отличается тонким и лёгким корпусом, хорошим временем автономной работы и поддержкой множества видеоформатов. Среди преимуществ также называют яркий и насыщенный экран, качественный звук и возможность просмотра фильмов. К недостаткам относят низкое разрешение дисплея, из-за которого мелкие шрифты выглядят мутными и размазанными. 
Продажа планшета осуществлялась в нескольких модификациях: более дешёвая версия поддерживает передачу данных только через сети Wi-Fi, а более дорогая вместе с Wi-Fi предоставляет доступ к мобильным сетям 2G и 3G. Рекомендованная розничная цена за версию с Wi-Fi составляла 15 000 рублей, а версия Wi-Fi+3G обходилась в 19 000 рублей.
В комплектацию планшета, кроме самого устройства, входили только зарядное устройство и кабель для подключения к ПК, который также был частью зарядного устройства.